# Joe Bradford
Joseph Bradford, noto come Joe Bradford (Peggs Green, 22 gennaio 1901 – Birmingham, 6 settembre 1980), è stato un calciatore inglese, di ruolo attaccante.

## Carriera

### Club
Joe Bradford è il miglior marcatore nella storia del Birmingham City.

### Nazionale
Tra il 1923 ed il 1930 ha totalizzato complessivamente 12 presenze e 7 reti nella nazionale inglese.

## Palmarès

### Club

#### Competizioni nazionali
- Second Division: 1

Birmingham City: 1920-1921
- Community Shield: 1

Professionisti: 1923